# Вина (уголовное право)
Вина́ в уголовном праве — это психическое отношение лица к совершаемому общественно-опасному действию или бездействию и его последствиям, выражающееся в форме умысла или неосторожности.
Учение о вине является крайне важной составляющей уголовного права: отмечается, что «учение о виновности и его большая или меньшая глубина есть как бы барометр уголовного права. Оно — лучший показатель его культурного уровня».

## Значение вины
Современное уголовное право исходит из того, что преступным может являться деяние, совершение которого является осознанным и волевым. Вследствие этого вина является необходимой предпосылкой уголовной ответственности и наказания.
Только виновная ответственность за совершение преступления образует сущность субъективного вменения: какими тяжкими ни были бы последствия, ответственность наступает только за виновное их причинение, объективное вменение является недопустимым.
Несмотря на крайне высокое значение вины для современного уголовного права, признаки вины редко закрепляются в законодательстве. УК РФ, как и уголовные кодексы некоторых других государств (например, Болгарии) раскрывает понятие вины через содержание её различных форм. В общей части уголовного законодательства других государств (Испания, ФРГ) вина только упоминается. Некоторые акты уголовного законодательства вовсе не содержат общих положений о вине (УК Франции), хотя и в них различается ответственность за умышленные и неосторожные деяния.

## Структура и характеристики вины
Вина характеризуется элементами (моментами):
- Интеллектуальным — это способность человека понимать фактические признаки ситуации, в которой он оказался, последствия своего поведения, и их социальный смысл.
- Волевым — это сознательное направление умственных и физических усилий на принятие решения, достижение поставленных целей, выбор и осуществление определенного варианта поведения.

Выделяют такие характеристики вины, как её содержание, степень и социальная сущность. Содержание вины — это качественный признак вины. Оно определяется характером и разновидностями тех объектов уголовно-правовой охраны, посягательство на которые осознаётся преступником, характером тех преступных последствий, наступление которых он предвидит. Степень вины — это её количественная характеристика, позволяющая сравнить тяжесть различных видов вины. Социальная сущность вины заключается в том, что она является выражением антиобщественных установок субъекта, его отрицательного, пренебрежительного или недостаточно бережного отношения к защищаемым уголовном законом ценностям и благам.

## Теории вины
Наиболее распространённой на сегодняшний день является психологическая теория вины, основные положения которой изложены выше: согласно данной теории, вина является характеристикой психического отношения лица к совершённому деянию.
Существуют также другие теории вины. Оценочная теория вины рассматривает вину как отрицательную оценку обстоятельств совершения преступления (как объективных, так и субъективных) и личности виновного со стороны уполномоченного государственного органа — суда. Оценка при этом в значительной степени зависит от идеологических, морально-политических и классовых представлений. В рамках данной теории существуют и другие определения: например, предполагается считать виной «степень осознания лицом характера и содержания совершаемых им действий (бездействия) и их последствий, определяемую судом на основе собранных, проверенных и оцененных доказательств».
Оценочная теория вины упоминается современными авторами в основном в связи с таким институтом уголовного процесса, как суд присяжных.
Была также разработана теория опасного состояния, основное положение которой заключалось в том, что совершённое лицом деяние воспринималось лишь как проявление опасного состоянии личности, которое и признавалось основанием для применения к нему мер принудительного воздействия.

## Формы вины
Форма вины — это определяемое законом сочетание интеллектуальных и волевых признаков, свидетельствующих об отношении виновного к совершаемому им деянию и его последствиям. Форма вины либо указывается в уголовно-правовых нормах, устанавливающих ответственность за конкретное преступление, либо подразумевается. Например, на то, что преступление может совершаться только умышленно, указывает установление в законе специальной цели, делающей деяние преступным (корыстная цель при хищениях, цель влияния на принятия решений государственными органами и международными организациями при терроризме и т. д.), характер действий лица, которые могут быть совершены только с полным осознанием их общественно опасной сути и намерением причинить вред (изнасилование, клевета, получение взятки), присутствие в тексте закона указаний на «заведомость» знания об определённом обстоятельстве, о «злостном характере» действий.
Форма вины имеет большое значение в уголовном праве:
- Она позволяет отграничить преступное деяние от непреступного в тех случаях, когда закон устанавливает преступность лишь деяния, совершённого с определённой формой вины.
- От формы вины зависит квалификация преступления в случаях, когда в уголовном законе предусматривается ответственность за схожие деяния, совершённые умышленно и неосторожно (например, убийство и причинение смерти по неосторожности).
- В зависимости от формы вины может дифференцироваться уголовная ответственность: умышленные деяния, как правило, расцениваются как более опасные, влекущие более строгое наказание, чем неосторожные, от формы вины может зависеть вид и размер наказания, которые будут применены к лицу, форма вины может быть условием применения иных мер уголовно-правового характера.
- Форма вины является критерием классификации преступлений.

### Умысел
Умышленная форма вины предполагает осознание виновным сущности совершаемого деяния, предвидение его последствий и наличие воли, направленной к его совершению.
Умышленная форма вины наиболее распространена в законе и на практике (до 90 % деяний).
В свою очередь, умышленная форма вины подразделяется на два вида: прямой и косвенный умысел.
При прямом умысле лицо осознаёт общественную опасность своих действий или бездействия, предвидит возможность или неизбежность наступления общественно опасных последствий (интеллектуальный момент) и желает их наступления (волевой момент).
При косвенном умысле виновный предвидит не закономерную неизбежность, а лишь реальную возможность наступления последствий в данном конкретном случае. С точки зрения волевого элемента виновный не желает, но сознательно допускает их наступление или относится к ним безразлично. Наступление данного общественно опасного последствия является своего рода «побочным эффектом» действий виновного, наступление которого он готов допустить для достижения своей главной цели.
Одно и то же действие, в зависимости от целей его совершения, может быть совершено как с прямым, так и с косвенным умыслом. Так, например, если субъект сжёг дом, в котором кто-то находился, желая причинить этому находившемуся смерть, данное деяние может быть квалифицировано как убийство с прямым умыслом (целью деяния было причинение смерти). Если же он сжёг дом, чтобы получить страховую премию, заведомо зная при этом, что в доме находится человек, который не сможет выбраться, то это деяние также будет считаться убийством, но совершённым уже с косвенным умыслом (целью деяния было получение страхового возмещения; субъект знал, что это деяние повлечёт смерть человека, при этом причинение смерти не было его целью, а явилось лишь сопутствующим обстоятельством).
Во многих государствах основным интеллектуальным элементом умысла считается осознание не общественной опасности деяния, а его противоправности.

### Неосторожность
Неосторожность характеризуется легкомысленным расчётом на предотвращение вредных последствий деяния лица, либо отсутствием предвидения наступления таких последствий. Неосторожность встречается реже, чем умысел, однако по своим последствиям неосторожные преступления (особенно связанные с использованием некоторых видов техники, атомной энергии и т. д.) могут быть не менее опасными, чем умышленные. Неосторожность может быть двух видов: преступное легкомыслие и преступная небрежность.
При преступном легкомыслии виновный предвидит возможность наступления общественно опасных последствий (интеллектуальный момент схож с косвенным умыслом), не желает их наступления, и без достаточных оснований самонадеянно рассчитывает на их предотвращение (волевой момент). При этом лицо не расценивает свои действия как общественно опасные, хотя и осознаёт, что они нарушают определённые правила предосторожности.
При преступной небрежности виновный не предвидит возможность наступления общественно опасных последствий, хотя должен был и мог их предвидеть. Лицо может быть привлечено к ответственности за такие действия, поскольку его поступки связаны с пренебрежительным отношением к закону, требованиям безопасности и интересам других лиц.

## Невиновное причинение вреда
Невиновное причинение вреда или уголовно-правовой казус имеет место, когда лицо по обстоятельствам дела не могло осознавать общественной опасности своего деяния, либо не предвидело возможности наступления общественно опасных последствий и не должно или не могло их предвидеть. В последнее время наличие казуса также может признаваться в случаях, когда лицо хотя и предвидело возможность наступления последствий, но не могло их предотвратить в силу несоответствия своих психофизиологических качеств требованиям экстремальных условий или нервно-психическим перегрузкам.
Примером казуса является, например, попытка сбыта лицом фальшивой денежной купюры, при условии, что оно не осознавало её поддельности. Хрестоматийным является также следующий пример:

К. был осуждён за неосторожное убийство, совершенное при следующих обстоятельствах. Закурив на дороге, он бросил через плечо горящую спичку, которая попала в лежавшую у дороги бочку из-под бензина и вызвала взрыв бензиновых паров. При этом дно бочки вылетело и, попав в С., причинило ему смертельное ранение. Учитывая данные обстоятельства, Судебная коллегия по уголовным делам Верховного Суда РСФСР пришла к выводу, что смерть С. наступила в результате несчастного случая, поскольку в обязанности К. не входило предвидение и предупреждение фактически наступивших последствий, следовательно, он причинил их без вины
— Сборник постановлений Президиума и определений Судебной коллегии по уголовным делам Верховного Суда РСФСР. 1957—1959 гг. М., 1960. С. 19.
Другим примером уголовно-правового казуса могут считаться действия проводника пассажирского поезда, сорвавшего стоп-кран в момент экстренного трогания поезда с места на станции Каменская в 1987 году, которые непосредственно повлекли за собой столкновение локомотива неуправляемого грузового поезда с хвостом стоящего на станции пассажирского состава с гибелью 106 человек. Следствие и суд пришли к выводу, что проводник не знал и не мог знать о неуправляемом грузовом поезде сзади, и не мог предвидеть последствий своего деяния. Это было сделано согласно должностной инструкции, с целью остановить неожиданно поехавший поезд и произвести должным образом высадку пассажиров.

## Преступления с двумя формами вины
В некоторых случаях вина в конкретном деянии может носить сложный характер. Преступник может рассчитывать причинить одно последствие (например, тяжкий вред здоровью), но в результате какого-либо допущенного им просчёта причинить более тяжкое последствие (смерть). В других случаях помимо желаемого преступного результата может быть по неосторожности причинён также другой, неоднородный с ним и, как правило, являющийся более тяжким (например, таким результатом является смерть потерпевшей при незаконном производстве аборта). В таких случаях преступление считается совершённым с двумя формами вины (либо с «двойной» или «смешанной» формой вины).
В таких преступлениях параллельно существуют две формы вины: умысел выступает конструктивным признаком основного состава преступления, а неосторожное причинение определённых последствий играет роль квалифицирующего признака. В целом такое преступление является умышленным.
Помимо преступлений с двойной формой вины уголовным законом может предусматриваться ответственность за преступления с материальным составом, в которых деяние (само по себе не являющееся преступным) совершается умышленно, но по отношению к последствиям имеется неосторожная вина. Примером такого преступления может служить нарушение правил дорожного движения, причинившее по неосторожности смерть. В целом такие преступления считаются неосторожными, и иногда получают название совершённых со смешанной формой вины.